# المعلقات
المُعَلَّقاتُ وتُعرف أيضًا بـ المُذَهَّبات والسُّمُوط والجاهِلِيَّات والسَّبْع أو العشر الطِّوال، هي من أَشْهَرِ ما كتَب العَرَبُ في الشِّعرِ وسُمِّيَتْ مُعَلَّقَاتٍ. وقد قيل لها مُعَلَّقَاتٌ لأنها مثلُ العقود النفيسة تَعْلَقُ بالأذهان. ويقال إن هذه القصائد كانت تكتب بماء الذهب وتعلق على أستار الكَعْبَةِ قبل مجيء الإِسْلَامِ، وتعدّ هذه القصائدُ أروعَ ما قيل في الشِّعْرِ العربيِّ الْقَدِيمِ وأنفسَه؛ لِذلكَ اهْتَمَّ الناس قديمًا بها ودَوّنوها وكتبوا شُروحًا لها، وهي عادةً ما تبدأُ بذِكْرِ الْأَطْلَالِ وتَذْكُرُ ديارَ محبوبةِ الشاعرِ وكانتْ سَهْلةَ الحِفْظِ وتكون هذه المعلقات من محبته له شعاره الخاص.
وقيل إن حَمَّادًا الرَّاويةَ هو أولُ مَن جمع القصائدَ السَّبْعَ الطِّوَالَ وسماها بالمعلقاتِ (السموط). وكان يقولُ إنها مِن أعذبِ ما قال العربُ وإنَّ العربَ كانوا يسمونها بالسُّموطِ (الْمُعَلَّقَاتِ). وقد ذهب الأُدباءُ والكُتَّابُ من بعدِه لدِراسَتِها. مثلُ ابنِ الكَلْبِيِّ. وابْنِ عَبْدِ رَبِّهِ صاحبِ العقد الفريد وأضاف بكِتَابِهَ أَمْرَ تَعْلِيقِهَا عَلَى الْكَعْبَةِ. قَدْ تَجِدُهُنَّ سَبْعَ قَصَائدَ في كلِّ كتابٍ قديمٍ لكِنَّ منهمْ مَن أضاف قصيدةً لشاعِرٍ وأهمل قصيدةً لِشاعرٍ آخَرَ. فاحتاروا مَن السبعةُ، فجعلوها عشرًا.

## شرح المعنى
المُعلّقات لغةً من العِلْق: وهي المال الذي يُكرَم عليك، تضُنُّ به، تقول: هذا عِلْقُ مَضَنَّة. وما عليه عِلقةٌ إذا لم يكن عليه ثيابٌ فيها خير، والعِلْقُ: هو النفيس من كلّ شيء، وفي حديث حذيفة: «فما بالُ هؤلاء الذين يسرقون أعلاقنا» أي نفائسَ أموالنا. والعَلَق هو كلّ ما عُلِّق.

### اصطلاحًا
قصائدُ جاهليّةٌ بلغ عددُها سبعًا أو عشرًا، برزت فيها خصائصُ الشعرِ الجاهليِّ بوُضُوحٍ، حتى عُدَّت أفضلَ ما بَلَغَنَا عن الجاهِلِيِّينَ من آثارٍ أدَبيَّة.

## المعلقات السبع
سبعُ معلقاتٍ تضافُ إليها ثَلاثٌ فَتصبحُ عشرَ مُعَلَّقَاتٍ. والسبعُ هِيَ:
1. قِفَا نَبْكِ مِنْ ذِكْرَى حَبِيبٍ ومَنْزِلِ (امرُؤ القَيس).
2. لِخَـوْلَةَ أطْـلالٌ بِبُرْقَةِ ثَهْمَـدِ (طَرَفة بن العَبْد).
3. آذَنَتْنَـا بِبَيْنِهِـا أَسْـمَــاءُ (الحارِث بن حِلِّزَة).
4. أَمِنْ أُمِّ أَوْفَى دِمْنَـةٌ لَمْ تَكَلَّـمِ (زهير بن أبي سُلمى).
5. أَلَا هُبِّي بِصَحْنِكِ فَٱصْبَحِينَـا (عَمرو بن كُلْثوم).
6. هَلْ غَادَرَ الشُّعَرَاءُ مِنْ مُتَرَدَّمِ (عَنترة بن شدَّاد).
7. عَفَتِ الدِّيَارُ مَحَلُّهَا فَمُقَامُهَـا (لَبِيد بن ربيعة).

## المعلقات العشر
ويضافُ أيضًا إلى تلكَ القصائدِ ثلاثةٌ أخرى، لتسمَّى جميعُها المُعَلَّقَاتِ العَشْرَ وهي:
1. وَدِّعْ هُرَيْرَةَ إِنَّ الرَّكْبَ مُرتَحِلُ (الأَعشى).
2. أَقفَرَ مِن أَهلِهِ مَلحوبُ (عَبِيد بن الأَبْرَص).
3. يا دارَ مَيَّةَ بالعَليْاءِ فالسَّنَدِ (النابغة الذُّبياني).

## شرح المعلقات
بذل كثير من الأدباء جهوداً في شرح المعلقات، فمن أولئك:
1. الحسين بن أحمد الزوزنى المتوفي 486 هـ، الذي شرح المعلقات السبع، صدرت له طبعات كثيرة من أشهرها قديمًا بعناية الأستاذ محمد علي حمد الله، ومن آخرها بتحقيق بلال الخليلي.
2. منال عطية خلف الله عطية: المعنى في شرح المعلقات السبع للزوزني.
3. محمد علي طه الدرة: فتح الكبير المتعال إعراب المعلقات العشر الطِّوال.
4. منتهى الأرب شرح معلقات العرب.
5. عبد العزيز بن محمد الفيصل، أستاذ الأدب العربي بجامعة الإمام محمد بن سعود الإسلامية.[3]
6. أحمد الأمين الشنقيطي: (شرح المعلقات العشر وأخبار شعرائها).